# Doksany
Doksany är en ort i Tjeckien.   Den ligger i regionen Ústí nad Labem, i den nordvästra delen av landet, 40 km norr om huvudstaden Prag. Doksany ligger 163 meter över havet och antalet invånare är 368.
Terrängen runt Doksany är platt.Runt Doksany är det tätbefolkat, med 297 invånare per kvadratkilometer. Närmaste större samhälle är Litoměřice, 9,0 km norr om Doksany. Trakten runt Doksany består till största delen av jordbruksmark.